# ابوذر ندیمی
 ابوذر (ایرج) ندیمی (زاده ۱۹ / ۲ / ۱۳۳۶، روستای حاج سلیم محله، لاهیجان) نماینده سابق شهرستان‌های لاهیجان و سیاهکل در مجلس شورای اسلامی ایران (ادوار ششم، هفتم و نهم) و مشاور محمدباقر نوبخت در سازمان مدیریت و برنامه‌ریزی است.
در دورهٔ هفتم وی نایب رئیس کمیسیون اقتصادی مجلس بود. او در دوره نمایندگی به عنوان یک نماینده اصلاح‌طلب، پرتحرک و منتقد دولت شناخته می‌شد. او به خاطر عدم التزام به نظام و انقلاب در آستانه انتخابات مجلس هشتم رد صلاحیت شد؛ اقدامی که سبب شد ندیمی در نطق پیش از دستور خود بگوید که با وجود چند برادر شهید و سابقه جانبازی چطور باید ثابت کند به نظام و انقلاب التزام دارد؟ پس از این او به جرگه اصولگرایان پیوست و پس از مجلس هفتم در دولت احمدی‌نژاد به معاونت حقوقی و امور پارلمانی وزارت صنایع رسید.
ندیمی یکی از سه عضو هیئت مدیره پروژه‌ای به نام کوثر بود که قرار بود طی آن برای نمایندگان و کارکنان ۳۶۰ واحد مسکونی ساخته و تحویل دهند. در نتیجهٔ این پروژه ادعا شد از سوی هیئت مدیره تخلفاتی صورت گرفته‌است. این اقدام باعث شکایت بعضی سهام داران به سردمداری اکبر اعلمی شد. این شکایت بالاخره و بعد از کش و قوس بسیار به تبرئه هیئت مدیره و حبس و جریمه نقدی برای شاکی پرونده انجامید.
ابوذر ندیمی در مجلس نهم عضو هیئت ریسه فراکسیون رهروان ولایت و رئیس فراکسیون تعاون، عضو هیئت رئیسه فراکسیون ورزش / فرهنگ، هنر و رسانه / مدیریت شهری و روستایی و … بود. او همچنین به عنوان عضو کمیسیون تلفیق بودجهٔ سال‌های ۹۲، ۹۳ و ۹۴ کشور و ریاست فراکسیون گردشگری و صنایع دستی نیز انتخاب گردید.
هم‌اکنون وی علاوه بر سمت مشاوره سازمان مدیریت و برنامه‌ریزی جمهوری اسلامی ایران به عنوان عضو هیئت مدیره بزرگترین هلدینگ دارویی کشور و مشاور عالی بیمه آرمان مشغول به فعالیت است.

## تحصیلات
ابوذر ندیمی دانش‌آموخته دانشگاه تهران می‌باشد و دارای کارشناسی ارشد در زمینه علوم اقتصاد است.